# Tobna
Tobna (en àrab Tubna) fou una antiga ciutat de la moderna Algèria a 4 km al sud de l'actual Barika, a la part oriental del Chott Hoda, entre aquest i les muntanyes Bélezma als Aurès. Estava regada pel uadi Bitam. Avui es troba en ruïnes i queden les restes del recinte de 950 x 930 metres i restes de la fortalesa romana d'Orient.

## Història
Fou l'antiga Tobuna o Tubonis. o Thubunae construïda pels romans i que va esdevenir municipi sota Septimi Sever; estava dotada de ciutadella que la defensava dels atacs de nòmades. Als Itineraris figura a un dia de marxa de Makkara, un dia de Ngawus, 2 dies d'al-Ghadir. 2 dies de Msila, 2 dies de Biskra i 5 de Bighay. El 427 hi va estar el comte Bonifaci es va trobar amb Sant Agustí. Sota els bizantins fou cap de districte i van construir una gran fortalesa.
No se sap quan fou conquerida pels àrabs però va haver de ser als primers anys del segle viii. Del segle viii al X, sota les dinasties de la zona, va tenir una importància estratègica destacada; tenia una guarnició o djund i les fortificacions foren reforçades per muralles; sota el governador califal Úmar ibn Hafs (768-771) fou assetjada pel berber kharigita dels kutama Abu-Kurra però la ciutat va resistir.; el 795 fou nomenat governador del Zab pel califa, amb seu a Tobna, i poc després va esclatar una revolta a l'Ifríqiya (octubre del 799) en la qual Tammam ibn Tamim at-Tamimí, governador de Tunis i membre d'un clan tamimita (els Malik ibn Zayd Manat) però hostil al clan tamimita d'Ibrahim, es va revoltar contra el governador Muhàmmad ibn Muqàtil al-Akkí (797-799) que residia a Kairuan, i el va enderrocar ocupant el seu lloc (799-800); Ibrahim va sortir de Tobna amb les seves forces en ajut del governador enderrocat però quan va aconseguir restaurar-lo no va obtenir l'aprovació del califa, el qual, per raons de política interna, va convidar a Ibrahim ocupar ell mateix el lloc de governador i, a canvi d'un arranjament financer, el 9 de juliol del 800 Harun ar-Raixid li va conferir la condició d'emir hereditari d'Ifríqiya.
Després del domini aglàbida, va passar als fatimites vers 909 i després, quan el califa fatimita va marxar cap a Egipte, fou part del domini zírida. Els zírides la van perdre més tard davant els hammàdides. Al-Bakrí l'esmenta com la vila més important entre Kairuan i Sigilmasa; tenia un carrer comercial i diversos barris fora de les muralles, un cementiri, jardins i hortes ben regades; s'hi cultivava el cotó. Però durant la disputa pel Magreb amb els omeies de Còrdova, la ciutat de Msila fou la més beneficiada i Torbna en va quedar com a dependència. A mitjan segle xi l'arribada dels Banu Hilal va afectar la seva prosperitat. Segons Ibn Khaldun la ciutat fou arruïnada pels hilàlides igual que Msila, i tota la regió arrasada i assolada. Tobna no es va poder refer i Biskra va ocupar el seu lloc.